# Iskań
Iskań (ukr. Iскань, w latach 1977–1981 Pogoń) – wieś w Polsce położona w województwie podkarpackim, w powiecie przemyskim, w gminie Dubiecko.
W latach 1975–1998 miejscowość administracyjnie należała do województwa przemyskiego. Po obu stronach malownicze oblesione wzgórza do 400 m. wysokości.
| SIMC    | Nazwa | Rodzaj    |
| ------- | ----- | --------- |
| 0600585 | Kreca | część wsi |

## Historia
Miejscowość powstała w dolinie potoku Jawornik w początkach XV w. Wieś tę sprzedała w 1484 r. Barbara Kmicicianka Derszniakowa, Stanisławowi i Jędrzejowi Kmitom. Po Kmitach odziedziczyli Iskań Stadniccy herbu Szreniawa bez Krzyża. W roku 1531 jej właścicielem był Stanisław Mateusz Stadnicki – kasztelan sanocki. W 1580 r. odziedziczył jej jego syn Stanisław Diabeł Stadnicki, który sprzedał wsie Annie Pileckiej w 1586 r., od której przeszły do Wolskiego – marszałka wielkiego koronnego. Potem ma je Katarzyna Sieniwska z Chodkiewiczów – chorążyna koronna, następnie należy do Dereszniaków. Katarzyna Dereszniakowa w 1644 sprzedaje Iskań T. Kopystyńskiemu, a potem wieś mają Zboińscy i Zalescy. W tych czasach w Iskani był kościół i szpital.
W połowie XIX wieku właścicielami posiadłości tabularnej w Iskani byli Gabriel Załęski, rodzeństwo Wisłoccy i Schmidt. Gabriel Załęski z żoną gościli w miejscowości Oskara Kolberga (w roku 1861, 1863, 1883 i 1884). Na przełomie XIX/XX wieku właścicielką Iskania była Jadwiga Darowska z domu Załęska, żona Mieczysława.
W II Rzeczypospolitej wieś w powiecie przemyskim w województwie lwowskim.
W latach 1945 – 1946 nacjonaliści ukraińscy z OUN-UPA zamordowali tutaj 7 Polaków, w tym nauczyciela Michała Marczaka i jego żonę, a także jego teściową Ukrainkę "za zdradę sprawy narodu ukraińskiego".
W nocy z 7 na 8 lutego 1945 r. nieznana polska grupa (prawdopodobnie oddział Ludowej Straży Bezpieczeństwa pod dowództwem Romana Kisiela "Sępa") zamordował na przysiółku Chałupki 16 Ukraińców (w tym 8 kobiet i 5 dzieci; 2 kolejnych dzieci zmarło później od ran), 2 inne osoby zostały ranne. "Gdy przejaśniło się, na naszą stronę [Sanu] dobrała się Katarzyna Hnatyk z córką – wspominał po latach Emilian Płeczeń, który jednak błędnie zapamiętał datę wydarzenia. – W czasie napadu bandy one schowały się pod zwalony most i tak stały aż do rana. Były w szoku, nic od nich nie można było się dowiedzieć. Powtarzały tylko jedno i to samo: wszystkich zamordowali, wszystkich zabili. Gdy przyszliśmy do Swynek [autor tak, błędnie, identyfikuje przysiółek], zastaliśmy tam 17 zabitych (liczba zawyżona o 1 ofiarę) – jedni postrzelani, inni zakłóci bagnetami. Z wszystkich Ukraińców, którzy tam mieszkali i byli ze sobą spokrewnieni, oprócz Katarzyny i jej córki, uratowało się jeszcze trzech młodych chłopców: Dańczak, Hnatyk i Sływjak. Pochowali wszystkich w zbiorowej mogile".